# Urusbi

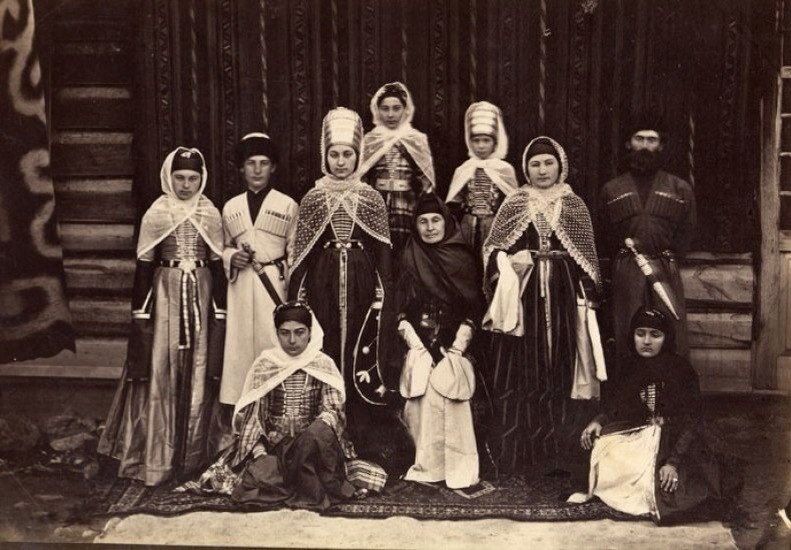
La familia Urusbi, finales del.

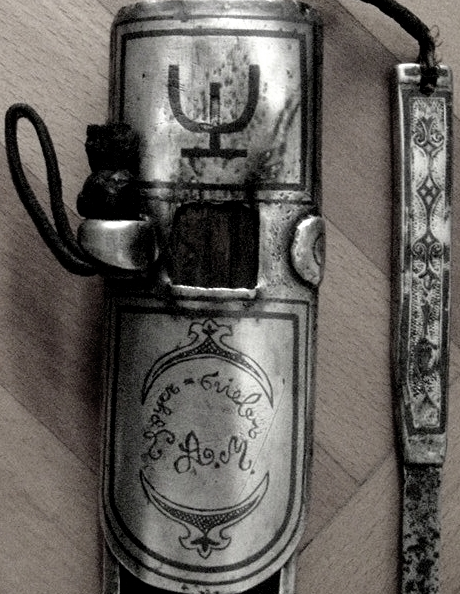
Escudo de los Urusbi en un kindzhal del.

Los Urusbi o Urusbilary (en karachái-bálkaro: Орусбийлары, en ruso: Урусби́евы) son una familia aristócrata balkaria de príncipes montañeses (taubi) del Cáucaso septentrional, en Rusia. 

## Historia
La familia proviene originalmente de los Sunshev (karachái-bálkaro: Suinyushleri), los taubis del Consejo del Bezengui (príncipes de la montaña). Junto con los Aidabolov y Kelemetov, en fuentes rusas se menciona que uno de los Sunshev llegó a Moscú con una embajada.
El nieto del famoso Baksanuko Sunshev, cantado en antiguas canciones ceremoniales, Chepeleu Urúsbiyevich Sunshev, hijo de Urusbi Shunshev, estando solo y temiendo por su vida, huyó, a finales del siglo XVIII, al Consejo del Chegem, a las tierras de los parientes de su madre. Una vez alcanzó la madurez, se familiarizó con el vecino desfiladero de Baksán, decidió dejar definitivamente el Bezengui, partiendo con sus uzdén y otros vasallos y sirvientes y sus familias, para instalarse en la entrada del valle del Baksán, junto a los límites de las posesiones de los príncipes cabardinos Atazhukiny, en el área del río Kumyksu (Consejo del Baksán). Tras el reasentamiento con el apoyo de los príncipes del Cheguem, parientes de su madre, con el tiempo, los descendientes de Chepelleu formaron la familia Urusbi. El clan tomó el nombre del padre de Chepeleu, Urusbi Sunshev.
De esta familia surgiría, a partir de Danash Urusbi, la familia Danashev o Danashlari, cuyos descendientes viven en el actual Karachái. 

## Integrantes célebres
- Ismail Urusbiyev (1829-1888), podporúchik del Ejército Imperial Ruso. Figura pública y educador.[2]
- Aslanbek Urusbiyev (1840-1898), coronel del Ejército Imperial Ruso.
- Chepeleu Urusbiyev (1889-1932), teniente del Ejército Imperial Ruso, capitán del estado mayor del Ejército Blanco. Participó en la Primera Guerra Mundial como parte del 1º Regimiento Cabardino de la 1.ª División de Caballería Indígena del Cáucaso, conocida como "División Salvaje".[2]